# Heinrich Wagner (Architekt, 1834)

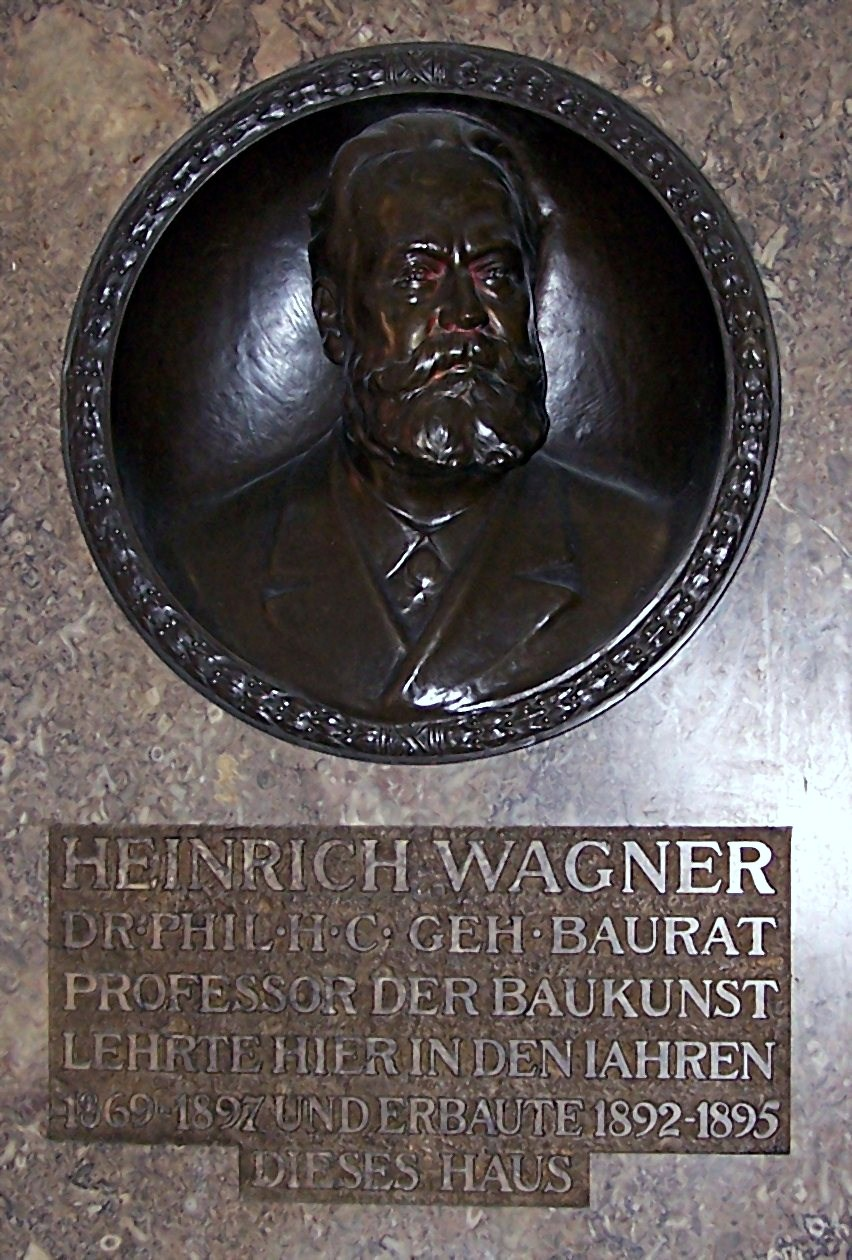
Relief Wagners im alten Hauptgebäude der TU Darmstadt

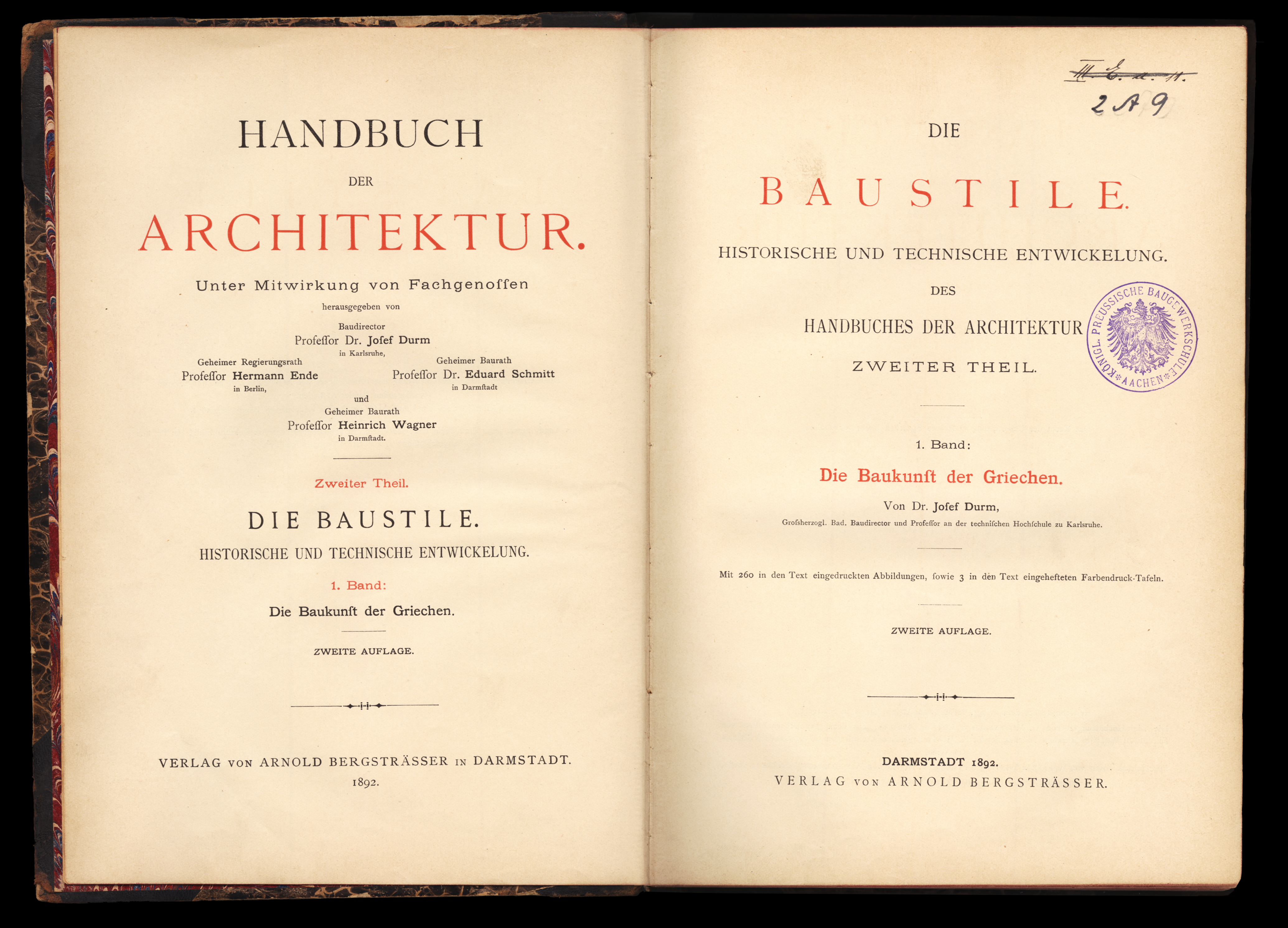
Frontispiz und Titelblatt eines Bandes der Reihe Handbuch der Architektur

Heinrich Wagner (* 5. Oktober 1834 in Stuttgart; † 19. März 1897 in Darmstadt, vollständiger Name: Heinrich Ludwig Ehrenfried Wagner) war ein deutscher Architekt, Architekturhistoriker und Hochschullehrer.

## Leben
Wagner war ein Sohn des Kanzleirats Christian Ludwig Heinrich Wagner und dessen Ehefrau Wilhelmine, geb. Merbort. Er studierte u. a. als Schüler von Joseph von Egle, Christian Friedrich von Leins und Gustav Adolf Breymann Architektur am Stuttgarter Polytechnikum (der späteren Technischen Hochschule Stuttgart) und wurde dort 1850 Mitglied des Corps Stauffia. Ab 1855 setzte er seine Ausbildung bei Charles-Auguste Questel in Paris fort und hielt sich bis 1861 in Großbritannien auf. Danach war er Lehrer für Architektur am Polytechnikum Stuttgart.
Von 1869 bis zu seinem Tode im Jahre 1897 war Wagner Professor für Baukunde am Großherzoglichen Polytechnikum Darmstadt (heute: Technische Universität Darmstadt), von 1869 bis 1879 sowie von 1883 bis 1889 Dekan der Bauschule. Von 1895 bis 1897 war er Dekan der Abteilung Architektur. Das Rektoramt hatte er zwei Jahre von 1879 bis 1881 inne.
Zusammen mit seinem Professoren-Kollegen Erwin Marx (1841–1901) und dem Darmstädter Oberbaurat Müller erarbeitete er 1886 die Richtlinien für den Neubau des Großherzoglichen Museums Darmstadt (heute: Hessisches Landesmuseum Darmstadt). In Anerkennung seiner Verdienste wurde er hierfür vom Großherzog zum Geheimen Baurat ernannt.
Nachdem die Entscheidung zum Neubau der Gebäude der TH Darmstadt am Herrngarten 1890 gefallen war, wurde eine besondere Baubehörde durch das Großherzogliche Ministerium eingerichtet. Heinrich Wagner wurde zum Vorstand dieser Baubehörde ernannt. Er bekam den Auftrag, das Hauptgebäude (heute: Altes Hauptgebäude) zu entwerfen.
Heinrich Wagner war zusammen mit Josef Durm, Hermann Ende und Eduard Schmitt Gründungsherausgeber des Handbuchs der Architektur.

## Familie
Heinrich Wagner heiratete am 4. August 1863 in Stuttgart Althäa Elise, geb. Firman, mit der er vier Kinder hatte: Mina Helene (1864–), Eduard Heinrich (1867–1901), Walter Julius (1868–) und Heinrich Eugen (1869–).

## Ehrungen
- 1875: Ritterkreuz 1. Klasse des Ordens Philipps des Großmütigen
- 1886: Geheimer Baurat
- 1894: Ehrendoktorwürde der Universität Gießen
- 1895: Ritterkreuz 1. Klasse des Ludwigsordens

## Bauten
- 1864–1868: Anglikanische Kirche St. Katharina in Stuttgart
- 1869–1870: neue Seitenflügel zu Georg Mollers Altem Mausoleum der Großherzoglichen Familie in Darmstadt
- 1873–1876: Haus der Museumsgesellschaft in Stuttgart (mit Carl Walter)[1]
- 1893–1895: Altes Hauptgebäude der Technischen Hochschule Darmstadt, Hochschulstraße 1, 3